# Martin Kaut
Martin Kaut (* 2. října 1999 Brno) je český hokejový útočník, který aktuálně hraje v TELH za tým HC Dynamo Pardubice.

## Hráčská kariéra
Kaut je talentovaným hokejistou, jenž s hokejem začínal ve Žďáru nad Sázavou. Žďárský klub sice v mladším dorostu hrál nejvyšší soutěž, ovšem ve starším dorostu hrál o úroveň níže. Martin Kaut tak přestoupil do Pardubic, kde působil jeho o 10 let starší bratr Tomáš. V mládežnických klubech Pardubic si vedl tak dobře, že byl nominován do reprezentace sedmnáctiletých pro Světový pohár do 17 let 2016. V létě byl navíc součástí reprezentace osmnáctiletých na Memoriálu Ivana Hlinky, který s týmem vyhrál. V sezoně 2016/17 už byl začleněn do profesionálního týmu Pardubic, i když na střídavé starty stále vypomáhal i juniorskému týmu. V Pardubicích však dostal šanci i v důležitých utkáních Ligy mistrů a posléze i baráže. V Extralize debutoval 2. října 2016 v Mladé Boleslavi při porážce 1:2. První gól vstřelil téměř o rok později 10. září 2017 během vítězného utkání (2:0) ve Zlíně. V roce 2017 hrál za reprezentaci osmnáctiletých na světovém šampionátu, kde v 5 utkáních zaznamenal 2 body za gól a asistenci. Ve stěžejní sezoně 2017/2018, ve které se rozhodovalo o jeho posezonní pozici v draftu NHL, už pravidelně nastupoval v extraligovém dresu Pardubic a navíc byl nominován na Mistrovství světa juniorů 2018 v americkém Buffalu,v roce 2018 byl draftován do NHL v Dallasu z 16. pozice týmem Colorado Avalanche.

## Ocenění a úspěchy
- 2015 ČHL-16 – Nejlepší střelec
- 2016 ČHL-18 – Nejlepší hráč v pobytu na ledě (+/-)
- 2019 MSJ – Top tří hráčů v týmu

## Prvenství

### ČHL
- Debut – 2. října 2016 (BK Mladá Boleslav proti HC Dynamo Pardubice)
- První asistence – 2. prosince 2016 (HC Dynamo Pardubice proti HC Verva Litvínov)
- První gól – 10. září 2017 (Aukro Berani Zlín proti HC Dynamo Pardubice, českému brankáři Liboru Kašíkovi)
- První hattrick – 2. března 2018 (HC Oceláři Třinec proti HC Dynamo Pardubice)

### NHL
- Debut – 19. února 2020 (Colorado Avalanche proti New York Islanders)
- První asistence – 21. února 2020 (Anaheim Ducks proti Colorado Avalanche)
- První gól – 26. února 2020 (Colorado Avalanche proti Buffalo Sabres, kanadskému brankáři Carter Hutton)

## Klubové statistiky
| Sezóna      | Klub                | Soutěž      |    | Základní část | Základní část | Základní část | Základní část | Základní část |   | Play off | Play off | Play off | Play off | Play off |
| Sezóna      | Klub                | Soutěž      | Z  | G             | A             | B             | TM            | Z             | G | A        | B        | TM       |          |          |
| 2016–17     | HC Dynamo Pardubice | ČHL-20      | 22 | 4             | 16            | 22            | 24            | —             | — | —        | —        | —        |          |          |
| 2016–17     | HC Dynamo Pardubice | ČHL         | 26 | 0             | 1             | 1             | 6             | —             | — | —        | —        | —        |          |          |
| 2017–18     | HC Dynamo Pardubice | ČHL         | 38 | 9             | 7             | 16            | 14            | 7             | 3 | 2        | 5        | 4        |          |          |
| 2018–19     | Colorado Eagles     | AHL         | 63 | 12            | 14            | 26            | 34            | 4             | 2 | 0        | 2        | 4        |          |          |
| 2019–20     | Colorado Eagles     | AHL         | 34 | 5             | 13            | 18            | 33            | —             | — | —        | —        | —        |          |          |
| 2019–20     | Colorado Avalanche  | NHL         | 9  | 2             | 1             | 3             | 2             | —             | — | —        | —        | —        |          |          |
| 2020–21     | HC Dynamo Pardubice | ČHL         | 4  | 1             | 0             | 1             | 2             | —             | — | —        | —        | —        |          |          |
| 2020–21     | MODO Hockey         | Allsv       | 8  | 3             | 2             | 5             | 6             | —             | — | —        | —        | —        |          |          |
| 2020–21     | Colorado Avalanche  | NHL         | 5  | 0             | 0             | 0             | 4             | —             | — | —        | —        | —        |          |          |
| 2020–21     | Colorado Eagles     | AHL         | 20 | 6             | 10            | 16            | 10            | 2             | 0 | 1        | 1        | 0        |          |          |
| 2021–22     | Colorado Eagles     | AHL         | 46 | 19            | 12            | 31            | 26            | 9             | 1 | 4        | 5        | 6        |          |          |
| 2021–22     | Colorado Avalanche  | NHL         | 6  | 0             | 0             | 0             | 0             | —             | — | —        | —        | —        |          |          |
| 2022–23     | Colorado Eagles     | AHL         | 10 | 5             | 3             | 8             | 0             | —             | — | —        | —        | —        |          |          |
| 2022–23     | Colorado Avalanche  | NHL         | 27 | 1             | 2             | 3             | 4             | —             | — | —        | —        | —        |          |          |
| 2022–23     | San Jose Barracuda  | AHL         | 19 | 3             | 11            | 14            | 8             | —             | — | —        | —        | —        |          |          |
| 2022–23     | San Jose Sharks     | NHL         | 9  | 3             | 2             | 5             | 0             | —             | — | —        | —        | —        |          |          |
| 2023–24     | HC Dynamo Pardubice | ČHL         | 30 | 14            | 15            | 29            | 12            | 16            | 5 | 4        | 9        | 4        |          |          |
| ČHL celkově | ČHL celkově         | ČHL celkově | 98 | 24            | 23            | 47            | 34            | 26            | 8 | 7        | 15       | 8        |          |          |
| NHL celkově | NHL celkově         | NHL celkově | 56 | 6             | 5             | 11            | 10            | —             | — | —        | —        | —        |          |          |

## Reprezentace
| Rok                           | Tým                           | Soutěž                        | Z  | G | A  | B  | TM |
| ----------------------------- | ----------------------------- | ----------------------------- | -- | - | -- | -- | -- |
| 2016                          | Česko 18                      | HGC                           | 5  | 1 | 3  | 4  | 6  |
| 2017                          | Česko 18                      | MS-U18                        | 5  | 1 | 1  | 2  | 16 |
| 2018                          | Česko 20                      | MSJ                           | 7  | 2 | 5  | 7  | 6  |
| 2019                          | Česko 20                      | MSJ                           | 5  | 3 | 1  | 4  | 14 |
| 2023                          | Česko                         | MS                            | 7  | 1 | 0  | 1  | 0  |
| Juniorská reprezentace celkem | Juniorská reprezentace celkem | Juniorská reprezentace celkem | 22 | 7 | 10 | 17 | 42 |
| Seniorská reprezentace celkem | Seniorská reprezentace celkem | Seniorská reprezentace celkem | 7  | 1 | 11 | 0  | 0  |